# العلاقات الإندونيسية التركية
العلاقات الإندونيسية التركية هي العلاقات الثنائية التي تجمع بين إندونيسيا وتركيا.

## مقارنة بين البلدين
هذه مقارنة عامة ومرجعية للدولتين:
| وجه المقارنة                                              | إندونيسيا         | تركيا         |
| --------------------------------------------------------- | ----------------- | ------------- |
| المساحة (كم2)                                             | 1.90 مليون        | 783.56 ألف    |
| عدد السكان (نسمة)                                         | 263.99 مليون      | 80.14 مليون   |
| الكثافة السكانية (ن./كم²)                                 | 138.94            | 102.28        |
| العاصمة                                                   | جاكرتا            | أنقرة         |
| اللغة الرسمية                                             | اللغة الإندونيسية | اللغة التركية |
| العملة                                                    | روبية إندونيسية   | ليرة تركية    |
| الناتج المحلي الإجمالي (بليون دولار)                      | 1.02 تريليون      | 851.10 مليار  |
| الناتج المحلي الإجمالي (تعادل القوة الشرائية) بليون دولار | 2.85 تريليون      | 1.57 تريليون  |
| الناتج المحلي الإجمالي الاسمي للفرد دولار أمريكي          | 3.35 ألف          | 9.12 ألف      |
| الناتج المحلي الإجمالي للفرد دولار أمريكي                 | 10.52 ألف         | 19.79 ألف     |
| مؤشر التنمية البشرية                                      | 0.684             | 0.761         |
| رمز المكالمات الدولي                                      | +62               | +90           |
| رمز الإنترنت                                              | .id               | .tr           |
| المنطقة الزمنية                                           |                   | ت ع م+03:00   |

## مدن متوأمة
في ما يلي قائمة باتفاقيات التوأمة بين مدن إندونيسية وتركية:
- ترتبط سوكابومي مع مانيسا باتفاقية توأمة.
- ترتبط سورابايا مع إسطنبول باتفاقية توأمة منذ 15 فبراير 2007.[15][16][15][15]
- ترتبط جاكرتا مع إسطنبول باتفاقية توأمة منذ 23 أكتوبر 1989.

## منظمات دولية مشتركة
يشترك البلدان في عضوية مجموعة من المنظمات الدولية، منها:
| علم المنظمة | اسم المنظمة                                                | تاريخ انضمام إندونيسيا | تاريخ انضمام تركيا |
| ----------- | ---------------------------------------------------------- | ---------------------- | ------------------ |
|             | بنك التنمية الآسيوي                                        | 1966                   | 1991               |
|             | وكالة ضمان الاستثمار متعدد الأطراف                         | 12 أبريل 1988          | 3 يونيو 1988       |
|             | الأمم المتحدة                                              | 28 سبتمبر 1950         | 24 أكتوبر 1945     |
|             | العملية المشتركة للاتحاد الأفريقي والأمم المتحدة في دارفور | ?                      | ?                  |
|             | الفريق المعني برصد الأرض                                   | ?                      | ?                  |
|             | مجموعة العشرين                                             | ?                      | ?                  |
|             | منظمة التعاون الإسلامي                                     | ?                      | 25 سبتمبر 1969     |
|             | منظمة حظر الأسلحة الكيميائية                               | ?                      | ?                  |
|             | منظمة التجارة العالمية                                     | ?                      | 26 مارس 1995       |
|             | منظمة الشرطة الجنائية الدولية                              | 5 أكتوبر 1954          | ?                  |
|             | مؤسسة التنمية الدولية                                      | 20 أغسطس 1968          | 22 ديسمبر 1960     |
|             | يونسكو                                                     | 27 مايو 1950           | 4 نوفمبر 1946      |
|             | الاتحاد البريدي العالمي                                    | ?                      | ?                  |
|             | البنك الدولي للإنشاء والتعمير                              | 13 أبريل 1967          | 11 مارس 1947       |
|             | المنظمة الهيدروغرافية الدولية                              | ?                      | ?                  |
|             | الاتحاد الدولي للاتصالات                                   | 1949                   | 1866               |
|             | مؤسسة التمويل الدولية                                      | 23 أبريل 1968          | 19 ديسمبر 1956     |
|             | المركز الدولي لتسوية المنازعات الاستشارية                  | 28 أكتوبر 1968         | 2 أبريل 1989       |

## وصلات خارجية
- موقع وزارة الخارجية الإندونيسية
- موقع وزارة الخارجية التركية